# Phytomyptera peruviana
Phytomyptera peruviana är en tvåvingeart som beskrevs av Townsend 1929. Phytomyptera peruviana ingår i släktet Phytomyptera och familjen parasitflugor.
Artens utbredningsområde är Peru. Inga underarter finns listade i Catalogue of Life.